# Passo San Lucio
Der Passo San Lucio ist ein Gebirgspass zwischen der Schweiz und Italien in den Comer Voralpen. Er verbindet das Val Cavargna in der italienischen Provinz Como mit dem Val Colla im Kanton Tessin. Der Pass wird von den Gemeinden Cavargna (Italien) und Lugano (Schweiz) geteilt.
Auf der Passhöhe befindet sich die Kapelle San Lucio aus dem 14. Jahrhundert, sowie die beiden Schutzhütten Capanna San Lucio (auf der Schweizer Seite) und Rifugio San Lucio (auf der italienischen Seite).
Auf dem Pass werden jedes Jahr zwei Feste gefeiert, zu denen jeweils eine große Anzahl Besucher von beiden Seiten der Grenze strömt: Das Fest des heiligen Lucio, Schutzpatron der Sennen, am 12. Juli, sowie das Fest des heiligen Rocco am 16. August.

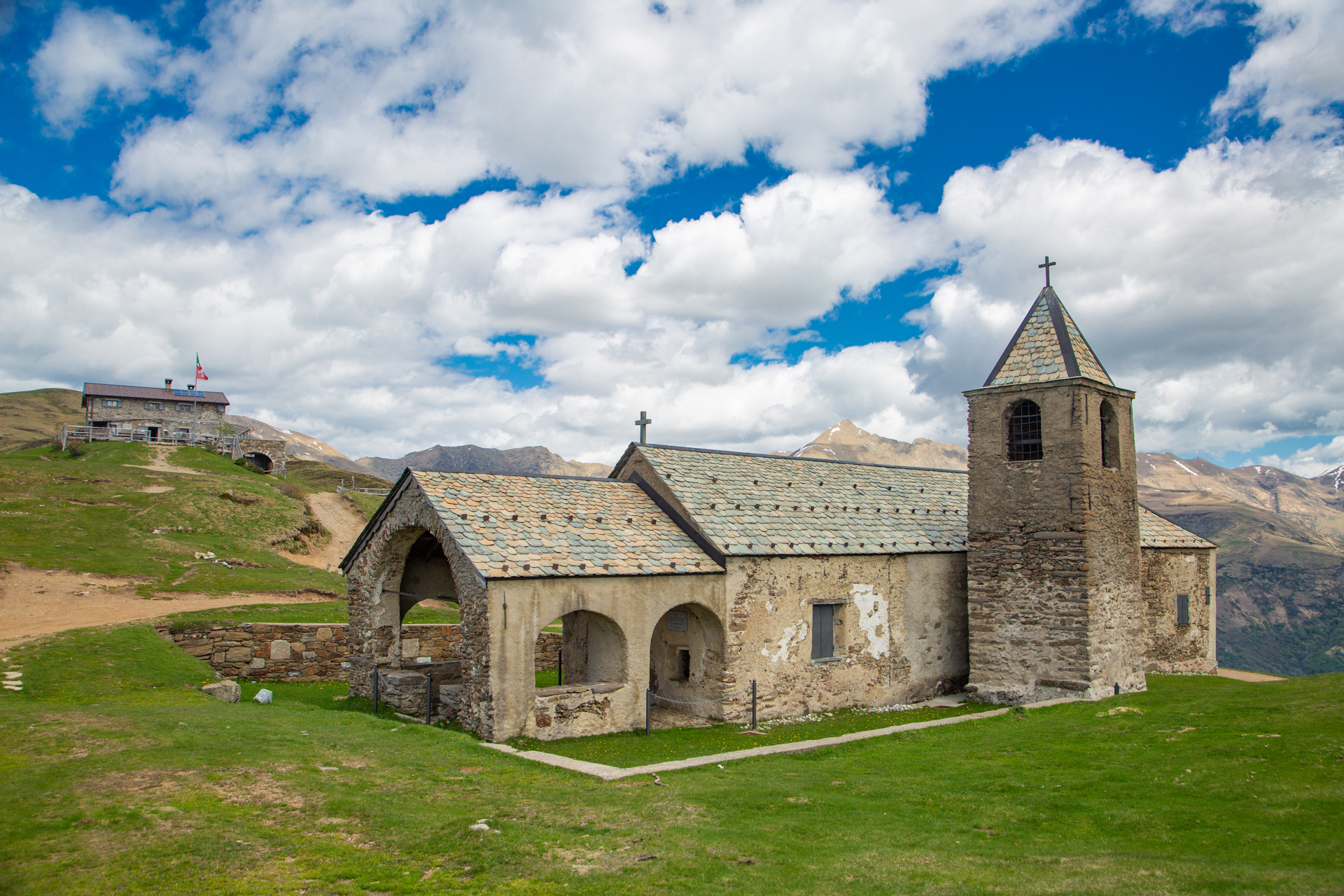
Kapelle San Lucio mit der Capanna San Lucio im Hintergrund
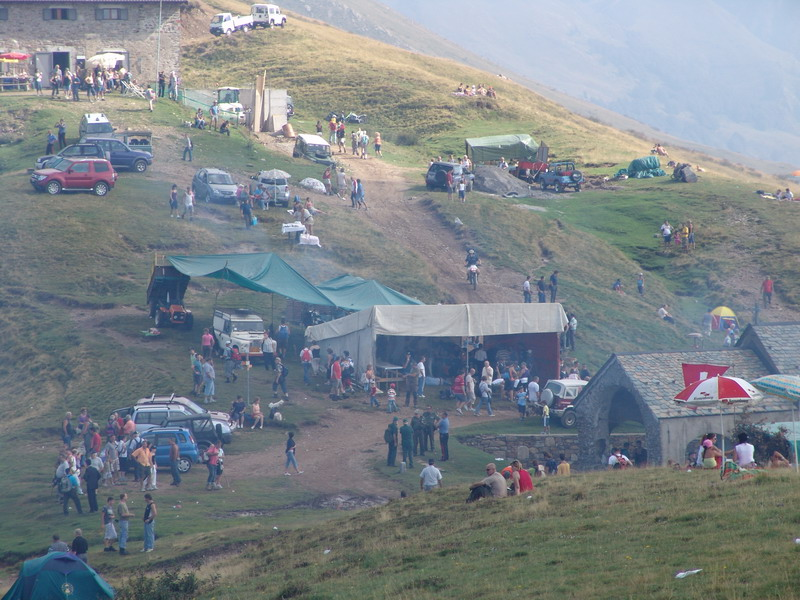
Fest des heiligen Rocco am 16. August 2009